# Au cimetière de la pellicule
Pour plus de détails, voir Fiche technique et Distribution.
Au cimetière de la pellicule est un film documentaire guinéen réalisé en 2023 par Thierno Souleymane Diallo.

## Synopsis
Thierno parcourt la Guinée à la recherche de Mouramani, premier film tourné en 1953 à Paris par un Noir d'Afrique francophone. Dans cette quête il découvre ce que fut le cinéma dans son pays et ce qu'il est devenu. Confrontant sa caméra à l'Histoire, il cherche jusqu'en France une copie de ce film disparu.

## Fiche technique
- Réalisation : Thierno Souleymane Diallo
- Production : Lagune Productions (Sénégal), Le Grenier des ombres (Guinée), L'Image d'après (France), JPL productions (France)
- Scénario : Thierno Souleymane Diallo
- Image : Leïla Chaïbi, Thierno Souleymane Diallo
- Son : Ophélie Boully, Jean-Marie Salque
- Montage : Marianne Haroche, Aurélie Jourdan
- Montage son : Jean-Marie Salque
- Auteur de la musique : Dom Peter
- Budget : 415 015 euro[1]
- Pays de production :  Guinée,  Sénégal et  France
- Genre : Documentaire
- Durée : 90 minutes
- Langues : français, soussou, peulh et malinké

## Distinctions

### Récompenses
- Final Cut de Venise en Italie 2022 :
  - le Prix de l’OIF [3]
  - le Prix de la cinémathèque Afrique [4]
  - le Prix du festival international du film d’Amiens [3]
  - le Prix de la plateforme Eye on film

## voir aussi
- Mouramani
- Momo le doyen